# Benedikt Dreyer

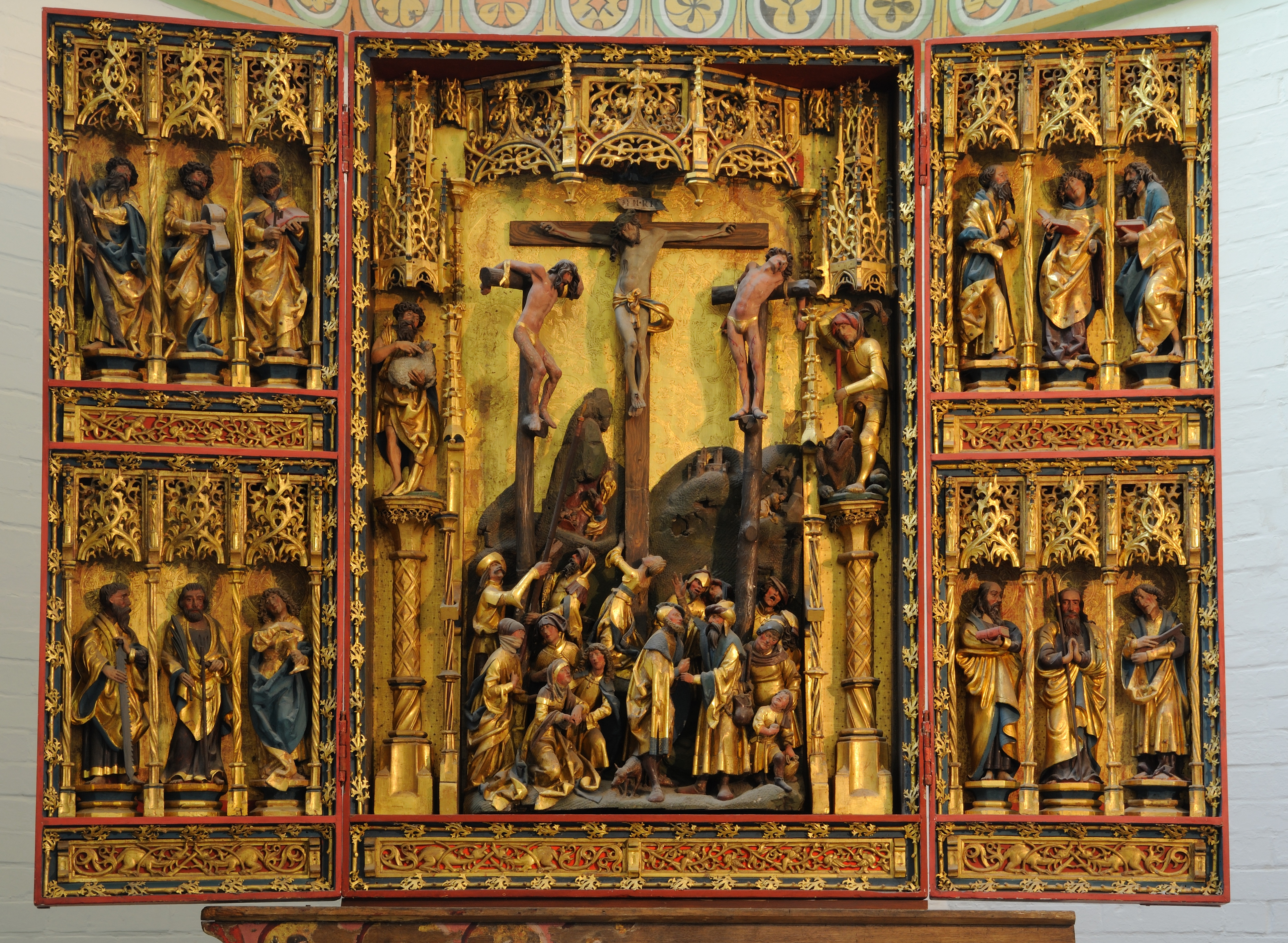
Dopaltare i St. Johanniskirche i Lüneburg.

Benedikt Dreyer var en tysk konstnär verksam i Lübeck, där han 1510–55 ofta omnämns som bildsnidare och målare.
Ett Antoniusaltare av honom beställdes 1522 för Burgkirche, och finns idag på museet i Lübeck. Senare har Dreyer tillskrivits ett flertal andra sirliga figurarbeten, typiska för den sista gotiska stilfasen, däribland några i Skandinavien.